# Воскресенское (городской округ Шаховская)
Воскресенское — деревня в городском округе Шаховская Московской области России.

## Население
| 1852 | 1859 | 1926 | 2002 | 2006 | 2010 |
| ---- | ---- | ---- | ---- | ---- | ---- |
| 330  | ↗345 | ↘314 | ↘177 | ↘173 | ↗178 |

По данным Всероссийской переписи 2010 года численность постоянного населения составила 178 человек (95 мужчин, 83 женщины).

## География
Расположена примерно в 16 км к северу от районного центра — посёлка городского типа Шаховская, на берегу реки Издетели, ниже устья впадающей в неё реки Дубенки. В деревне две улицы — Дачная и Солнечная. Соседние населённые пункты — село Раменье, деревни Красное Заречье, Манеж и Фроловское. Имеется автобусное сообщение с райцентром маршрутом №33.

## Исторические сведения
В 1768 году сельцо Степановское, Воскресенское тож относилось к Хованскому стану Волоколамского уезда Московской губернии и находилось в совместном владении князя Ивана Ивановича Лобанова-Ростовского и вдовы, графини Фетиньи Яковлевны Шереметевой. В сельце был 41 двор и 129 душ.
В середине XIX века деревня Воскресенская относилась ко 2-му стану Волоколамского уезда и принадлежала князю Михаилу Николаевичу Голицыну. В деревне было 38 дворов, крестьян 164 души мужского пола и 166 душ женского.
В «Списке населённых мест» 1862 года Воскресенское — владельческая деревня 2-го стана Волоколамского уезда Московской губернии на Зубцовском тракте (из села Ярополча), в 38 верстах от уездного города, при речке Издетели, с 38 дворами и 345 жителями (169 мужчин, 176 женщин).
По данным на 1890 год входила в состав Плосковской волости, число душ мужского пола составляло 170 человек.
В 1913 году в деревне 75 дворов.
Постановлением президиума Моссовета от 24 марта 1924 года Плосковская волость была ликвидирована и включена в состав Раменской волости.
По материалам Всесоюзной переписи населения 1926 года — центр Воскресенского сельсовета, проживало 314 человек (128 мужчин, 186 женщин), насчитывалось 58 крестьянских хозяйств.
С 1929 года — населённый пункт в составе Шаховского района Московской области.
1994—2006 гг. — деревня Раменского сельского округа.
2006—2015 гг. — деревня сельского поселения Раменское.
2015 — н. в. — деревня городского округа Шаховская.